# بخش فارغان
بخش فارغان، یکی از بخش‌های شهرستان حاجی‌آباد در استان هرمزگان ایران است. مرکز این بخش، شهر فارغان است.

## جمعیت
بر پایه سرشماری عمومی نفوس و مسکن در سال ۱۳۹۵، جمعیت بخش فارغان برابر با ۱۲٬۳۸۶ نفر بوده است.